# John Dillermand
John Dillermand er en dansk animeret stop motion-tv-serie for børn fra 2021, som er skabt af Jacob Ley for DR Ramasjang. Serien havde premiere på DR Ramasjang og DRTV den 2. januar 2021 og løb frem til 14. oktober 2022 med i alt 39 afsnit á 5 minutters varighed fordelt på 2 sæsoner.  Serien er instrueret af Jacob Ley og Tor Fruergaard og produceret af Ulla Hasselbach af produktionsselskabet Made By Us.
Serien følger titelfiguren, John Dillermand, som har en ekstraordinært lang penis (diller), som han bruger til at løse problemer for beboere i byen og dermed blive byens helt.

## Sæsoner
| Sæson | Episoder | Tilgængeligt     |
| ----- | -------- | ---------------- |
| 1     | 20       | 2. januar 2021   |
| 2     | 19       | 14. oktober 2022 |

## Handling
| Episode | Titel                           | Handling |
| ------- | ------------------------------- | --- |
| 1       | John lufter hunde               | John bruger dilleren som hundesnor, og pludselig er hundeluftning det nemmeste og hurtigste i hele verden.          |
| 2       | John Dillermand                 | Tænk hvis du havde verdens længste diller! Det har John.                                                            |
| 3       | John tjener penge               | John vælter uheldigvis Oldemors fine vase med sin diller, og må derfor ud og finde sig et arbejde.                  |
| 4       | John vil vinde                  | John kommer op at slås med sin diller, og derfor sender Oldemor ham ud at lege med de andre.                        |
| 5       | John tager på jagt              | John får et gevær af Oldemor, og bliver bedt om at gå ud og skyde deres aftensmad.                                  |
| 6       | John ordner have                | John lover Oldemor, at han vil ordne haven, men dilleren får ham i problemer.                                       |
| 7       | John i Zoologisk have           | I Zoo kommer John lidt uheldigt til at stjæle en is, med dilleren.                                                  |
| 8       | John i skovskole                | John vil så gerne være god til at snitte i træ. Men hans diller kommer på tværs.                                    |
| 9       | John på fisketur                | John skal på fisketur, men han har ingen fiskestang. Så kan han til gengæld fiske med dilleren.                     |
| 10      | John fejrer Oldemors fødselsdag | John har glemt det eneste man ikke må glemme – Oldemors fødselsdag.                                                 |
| 11      | John redder Julen               | Det er juleaften og John skal bare lige købe et juletræ. Men på vejen møder han selveste Julemanden.                |
| 12      | John er postbud                 | John får ved et uheld væltet postbuddet, som falder af cyklen, og så må John træde til og sikre at posten når frem. |
| 13      | John tager skraldet             | John skal ud med skraldet, men ser sit snit til at vinde over skraldebilen.                                         |

## Modtagelse
Om John Dillermand er sjov eller plat er en smagssag, men det er lige præcis denne slags fritænkning, som DR skal holde fast i. Børneuniverserne på Netflix, Disney+, Viaplay og alle de andre streamningtjenester er så renskurede og kønsstereotype, at det halve kunne være nok.
Serien modtog overvejende positiv anerkendelse og kritik i Danmark, men modtog også kritik fra private borgere som offentlige personer, heriblandt politiker Morten Messerschmidt. Gennemgående kritik omhandlede, hvordan en tv-serie henvendt til 4-8-årige børn kunne have en voksen mandlig karakter med en ekstraordinær lang penis som tema. Hertil kom kritik om en upassende timing med et sådant program midt under MeToo-bevægelsen i 2020 og 2021. DR besvarede kritikken med at produktionsselskabet bag, Made By Us, havde en børnepsykolog og konsulenter fra Sex og Samfund med under produktionen, ligesom at børnepsykolog Margrethe Brun Hansen udtalte til avisen Berlingske: "...Man skal huske på, at det er vi voksnes liv og erfaringer, der gør, at vi kan rynke på næsen ad en magisk dillermand – det gør børn så absolut ikke..."
Programmet blev også omtalt i udlandet, hvor den blev modtaget med kritik omkring for ikke at lægge afstand til seksuelle overgreb og pædofili.  DR besvarede ligeledes denne kritik med at sendestationen sagtens kunne have lavet et lignende program om en kvinde, og det vigtigste var at børn nød at se programmet.